# A (metro de Nueva York)
La A Eighth Avenue Express (línea A expresa de la Octava Avenida en español) es un servicio de metro del metro de la ciudad de Nueva York. Las señales de las estaciones, el mapa del metro de Nueva York, y los letreros digitales están pintados en color azul, ya que representa el color de la línea de la Octava Avenida que pasa sobre Manhattan. Es la línea más larga de todo el sistema con una sola fila de asientos en los vagones: con más de 31 millas (50 km) desde la calle 207 en Inwood, Manhattan, hacia la avenida Mott en Far Rockaway, Queens. Es también la única línea que atraviesa 4 condados si uno incluye una caminada breve entre University Heights en el Bronx cruzando el puente de la calle 207 hacia la terminal norteña de esta línea (calle 207). Además es también el único metro neoyorquino en estar a corta distancia del límite de Queens con el condado suburbano de Nassau (avenida Mott)
El servicio A opera todo el tiempo. El servicio usual que hace esta línea es desde Inwood–calle 207 hacia Far Rockaway–Avenida Mott o hacia el bulevar Lefferts en Richmond Hill, Queens vía Central Park West y la avenida Euclid en Manhattan, y la calle Fulton en Brooklyn, funcionando como ruta expresa en Manhattan y Brooklyn; y ruta local en Queens.
Hace cinco viajes de horas pico en la Calle 116 Beach en Rockaway Park, Queens hacia Manhattan durante las mañanas y cinco viajes de horas pico hacia la calle 116 Beach desde Manhattan durante el atardecer.  Todo el tiempo, un servicio "shuttle" (servicio de trenes que van y vienen en una sola dirección) de (Rockaway Park Shuttle) conecta a Rockaway Park hacia la línea principal en la estación Broad Channel. 
En las tardes y altas horas de la noche (aproximadamente de 10:30 p. m. a 5:30 a. m.), el servicio A hace todas las paradas locales en Manhattan, Brooklyn, y Queens, con su terminal en Far Rockaway. Durante este tiempo, los Shuttle de los trenes S operan entre la avenida Euclid y el bulevar Lefferts.
Los materiales rodantes del servicio A consisten de vagones modelos R46, R179 y R211A. Anteriormente, los primeros modelos que operaron en la línea A como servicios de pruebas fueron los modelos R160As and R160Bs.
Las siguientes líneas son usadas por el servicio A:
| Línea                                                  | Vías    | Tiempo                                            |
| ------------------------------------------------------ | ------- | ------------------------------------------------- |
| Línea de la Octava Avenida al norte de la calle 168    | N/D     | siempre                                           |
| Línea de la Octava Avenida al sur de la calle 168      | expresa | todo el tiempo excepto en altas horas de la noche |
| Línea de la Octava Avenida al sur de la calle 168      | local   | altas horas de la noche                           |
| Línea de la Calle Fulton al norte de la avenida Euclid | expresa | todo el tiempo excepto en altas horas de la noche |
| Línea de la Calle Fulton al norte de la avenida Euclid | local   | altas horas de la noche                           |
| Línea de la Calle Fulton al sur de la avenida Euclid   | local   | siempre                                           |
| Línea Rockway hacia Far Rockaway                       | N/D     | siempre                                           |
| Línea Rockway hacia Rockaway Park                      | N/D     | horas pico, solo en vías congestionadas           |

## Historia
En 1999, la A se convirtió en la ruta exprés de la línea de la calle Fulton Street durante las mañanas y fines de semana pero el servicio C fue removido del World Trade Center hacia la Avenida Euclid durante ese tiempo.
El 23 de febrero de 2005, un incendio en el cuarto de señales de la calle Chambers paró los servicios de las líneas A y C. Las evaluaciones iniciales sugirieron que se necesitarían varios años para restablecer el servicio normal, pero el equipo dañado fue reemplazado con piezas de repuesto que ya estaban disponibles, y el servicio fue restablecido el 21 de abril.

## Referencias culturales

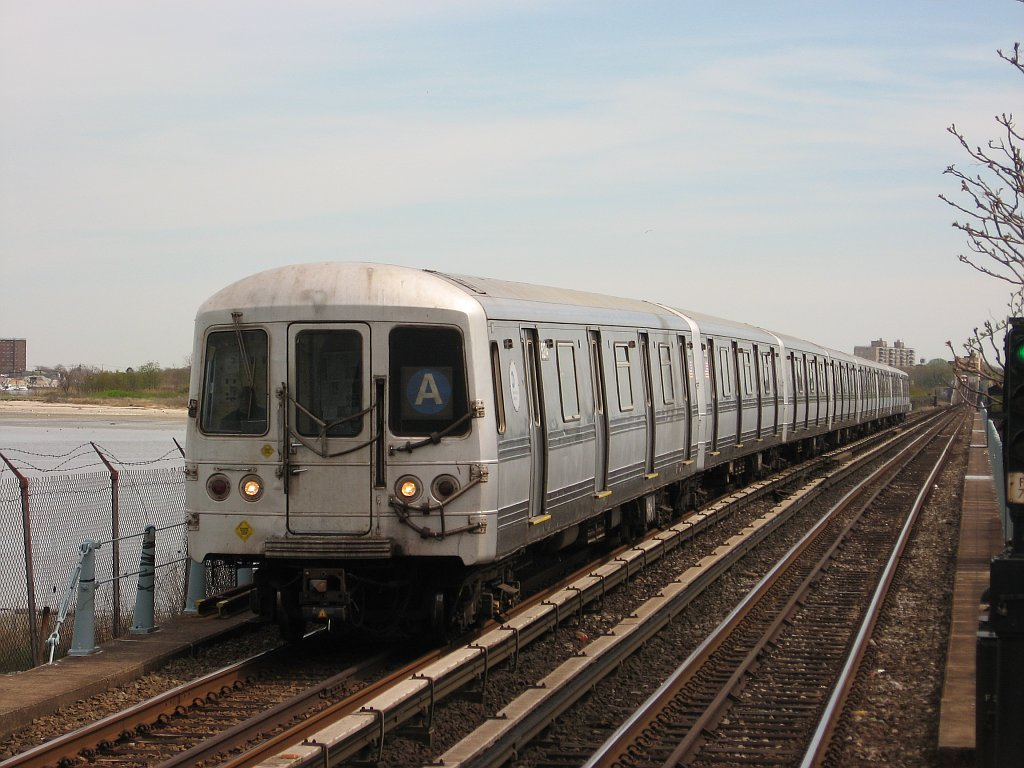
Un tren del servicio A entrando en la estación Broad Channel.